# Tour de Catalogne 2019
Le Tour de Catalogne 2019 est la 99e édition de cette course cycliste masculine sur route. Il a lieu du 25 mars au 31 mars 2019 en Catalogne, en Espagne, et fait partie du calendrier UCI World Tour 2019 en catégorie 2.UWT et de la Coupe d'Espagne.
La course est remportée par le Colombien Miguel Ángel López,.

## Présentation
Le Tour de Catalogne connaît en 2019 sa 99e édition. Il est organisé par la Volta Ciclista a Catalunya Asociación Deportiva depuis 2007 et fait partie du calendrier de l'UCI World Tour (anciennement UCI ProTour) depuis 2005.

### Équipes
Le Tour de Catalogne étant inscrit au calendrier de l'UCI World Tour, les dix-huit « World Teams » y participent. Sept équipes continentales professionnelles ont reçu leur invitation en janvier.
| WorldTeams (18)- AG2R La Mondiale - Groupama-FDJ - Movistar Team - Lotto Soudal - Deceuninck-Quick Step - Sky - Bora-hansgrohe - Mitchelton-Scott - Astana - Bahrain-Merida - Team Sunweb - Team Jumbo-Visma - UAE Team Emirates - Trek-Segafredo - EF Education First - Katusha-Alpecin - Dimension Data - CCC Team Équipes continentales professionnelles (7)- Caja Rural-Seguros RGA - Cofidis, Solutions Crédits - Euskadi Basque Country-Murias - Roompot-Charles - Arkéa-Samsic - Wanty-Groupe Gobert - Burgos-BH |
| |

### Parcours
Le Tour de Catalogne est une des rares courses d'une semaine du World Tour à ne pas proposer de contre-la-montre (la seule en Europe avec le Tour de Turquie). La course est marquée par deux arrivées au sommet à Vallter 2000 (sommet à 2 130 mètres) et à La Molina, respectivement lors des 3e et 4e étapes. Si le parcours est globalement vallonné, le parcours est jugé décevant, car il y a encore une fois un manque criant d’occasions évidentes de mener une bataille majeure pour le classement général. Certains suiveurs considèrent que celui qui mènera la course après l’arrivée au sommet de la troisième étape à Vallter 2000, à moins de grandes surprises, sera le vainqueur final à Barcelone quatre jours plus tard.

### Favoris
Les prétendants à la victoire sont nombreux. Double tenant du titre, le champion du monde espagnol Alejandro Valverde (Movistar) est le favori de la course. Il bénéficie du soutien d'un autre favori, le Colombien Nairo Quintana.
Les autres coureurs attendus sont les jumeaux britanniques Simon et Adam Yates (Mitchelton-Scott), le Colombien Egan Bernal (Team Sky) vainqueur du dernier Paris-Nice et l'Irlandais Dan Martin (UAE Team Emirates). Les outsiders sont Richie Porte (Trek-Segafredo), Miguel Ángel López, Luis León Sánchez et Pello Bilbao (Astana), Enric Mas (Deceuninck-QuickStep), Christopher Froome (Team Sky), Romain Bardet et Tony Gallopin (AG2R La Mondiale), Thibaut Pinot et David Gaudu (Groupama-FDJ), Steven Kruijswijk (Jumbo-Visma), Ilnur Zakarin (Team Katusha) et Wilco Kelderman (Team Sunweb).

## Étapes
| Étape     | Date    | Villes étapes                        | type                      | Distance (km) | Vainqueur d'étape     | Leader du classement général |
| --------- | ------- | ------------------------------------ | ------------------------- | ------------- | --------------------- | ---------------------------- |
| 1re étape | 25 mars | Calella – Calella                    | étape de moyenne montagne | 164           | Thomas De Gendt       | Thomas De Gendt              |
| 2e étape  | 26 mars | Mataró – Sant Feliu de Guíxols       | étape vallonnée           | 166,7         | Michael Matthews      | Thomas De Gendt              |
| 3e étape  | 27 mars | Sant Feliu de Guíxols – Vallter 2000 | étape de montagne         | 179           | Adam Yates            | Thomas De Gendt              |
| 4e étape  | 28 mars | Llanars – La Molina                  | étape de montagne         | 150,3         | Miguel Ángel López    | Miguel Ángel López           |
| 5e étape  | 29 mars | Puigcerdà – Sant Cugat del Vallès    | étape vallonnée           | 188,1         | Maximilian Schachmann | Miguel Ángel López           |
| 6e étape  | 30 mars | Valls – Vila-seca                    | étape de moyenne montagne | 169,1         | Michael Matthews      | Miguel Ángel López           |
| 7e étape  | 31 mars | Barcelone – Barcelone                | étape de moyenne montagne | 143,1         | Davide Formolo        | Miguel Ángel López           |

## Déroulement de la course

### 1reétape
| \| Classement de l'étape \| Classement de l'étape \| Classement de l'étape \| Classement de l'étape \| Classement de l'étape \| \| Coureur \| Coureur \| Pays \| Équipe \| Temps \| \| --------------------- \| --------------------- \| --------------------- \| ----------------------------- \| --------------------- \| \| 1er \| Thomas De Gendt \| Belgique \| Lotto-Soudal \| 4 h 14 min 32 s \| \| 2e \| Maximilian Schachmann \| Allemagne \| Bora-Hansgrohe \| + 2 min 38 s \| \| 3e \| Grega Bole \| Slovénie \| Bahrain-Merida \| + 2 min 42 s \| \| 4e \| Michael Matthews \| Australie \| Team Sunweb \| + 2 min 42 s \| \| 5e \| Mikel Aristi \| Espagne \| Euskadi Basque Country-Murias \| + 2 min 42 s \| \| 6e \| André Greipel \| Allemagne \| Arkéa-Samsic \| + 2 min 42 s \| \| 7e \| Daryl Impey \| Afrique du Sud \| Mitchelton-Scott \| + 2 min 42 s \| \| 8e \| Egan Bernal \| Colombie \| Team Sky \| + 2 min 42 s \| \| 9e \| Nick van der Lijke \| Pays-Bas \| Roompot-Charles \| + 2 min 42 s \| \| 10e \| Patrick Bevin \| Nouvelle-Zélande \| CCC Team \| + 2 min 42 s \| |                       |                  |                               |                 |
| |                       |                  |                               |                 |
| Source : ProCyclingStats |                       |                  |                               |                 |
| Classement de l'étape |                       |                  |                               |                 |
| Coureur | Coureur               | Pays             | Équipe                        | Temps           |
| 1er | Thomas De Gendt       | Belgique         | Lotto-Soudal                  | 4 h 14 min 32 s |
| 2e | Maximilian Schachmann | Allemagne        | Bora-Hansgrohe                | + 2 min 38 s    |
| 3e | Grega Bole            | Slovénie         | Bahrain-Merida                | + 2 min 42 s    |
| 4e | Michael Matthews      | Australie        | Team Sunweb                   | + 2 min 42 s    |
| 5e | Mikel Aristi          | Espagne          | Euskadi Basque Country-Murias | + 2 min 42 s    |
| 6e | André Greipel         | Allemagne        | Arkéa-Samsic                  | + 2 min 42 s    |
| 7e | Daryl Impey           | Afrique du Sud   | Mitchelton-Scott              | + 2 min 42 s    |
| 8e | Egan Bernal           | Colombie         | Team Sky                      | + 2 min 42 s    |
| 9e | Nick van der Lijke    | Pays-Bas         | Roompot-Charles               | + 2 min 42 s    |
| 10e | Patrick Bevin         | Nouvelle-Zélande | CCC Team                      | + 2 min 42 s    |

| \| Classement général \| Classement général \| Classement général \| Classement général \| Classement général \| \| Coureur \| Coureur \| Pays \| Équipe \| Temps \| \| ------------------ \| --------------------- \| ------------------ \| ----------------------------- \| ------------------ \| \| 1er \| Thomas De Gendt \| Belgique \| Lotto-Soudal \| 4 h 14 min 16 s \| \| 2e \| Maximilian Schachmann \| Allemagne \| Bora-Hansgrohe \| + 2 min 48 s \| \| 3e \| Grega Bole \| Slovénie \| Bahrain-Merida \| + 2 min 54 s \| \| 4e \| Alejandro Valverde \| Espagne \| Movistar Team \| + 2 min 56 s \| \| 5e \| Egan Bernal \| Colombie \| Team Sky \| + 2 min 57 s \| \| 6e \| Luis Ángel Maté \| Espagne \| Cofidis, Solutions Crédits \| + 2 min 57 s \| \| 7e \| Michael Matthews \| Australie \| Team Sunweb \| + 2 min 58 s \| \| 8e \| Mikel Aristi \| Espagne \| Euskadi Basque Country-Murias \| + 2 min 58 s \| \| 9e \| André Greipel \| Allemagne \| Arkéa-Samsic \| + 2 min 58 s \| \| 10e \| Daryl Impey \| Afrique du Sud \| Mitchelton-Scott \| + 2 min 58 s \| |                       |                |                               |                 |
| |                       |                |                               |                 |
| Source : ProCyclingStats |                       |                |                               |                 |
| Classement général |                       |                |                               |                 |
| Coureur | Coureur               | Pays           | Équipe                        | Temps           |
| 1er | Thomas De Gendt       | Belgique       | Lotto-Soudal                  | 4 h 14 min 16 s |
| 2e | Maximilian Schachmann | Allemagne      | Bora-Hansgrohe                | + 2 min 48 s    |
| 3e | Grega Bole            | Slovénie       | Bahrain-Merida                | + 2 min 54 s    |
| 4e | Alejandro Valverde    | Espagne        | Movistar Team                 | + 2 min 56 s    |
| 5e | Egan Bernal           | Colombie       | Team Sky                      | + 2 min 57 s    |
| 6e | Luis Ángel Maté       | Espagne        | Cofidis, Solutions Crédits    | + 2 min 57 s    |
| 7e | Michael Matthews      | Australie      | Team Sunweb                   | + 2 min 58 s    |
| 8e | Mikel Aristi          | Espagne        | Euskadi Basque Country-Murias | + 2 min 58 s    |
| 9e | André Greipel         | Allemagne      | Arkéa-Samsic                  | + 2 min 58 s    |
| 10e | Daryl Impey           | Afrique du Sud | Mitchelton-Scott              | + 2 min 58 s    |

### 2eétape
| \| Classement de l'étape \| Classement de l'étape \| Classement de l'étape \| Classement de l'étape \| Classement de l'étape \| \| Coureur \| Coureur \| Pays \| Équipe \| Temps \| \| --------------------- \| --------------------- \| --------------------- \| --------------------- \| --------------------- \| \| 1er \| Michael Matthews \| Australie \| Team Sunweb \| 4 h 09 min 34 s \| \| 2e \| Alejandro Valverde \| Espagne \| Movistar Team \| + 0 s \| \| 3e \| Daryl Impey \| Afrique du Sud \| Mitchelton-Scott \| + 0 s \| \| 4e \| Maximilian Schachmann \| Allemagne \| Bora-Hansgrohe \| + 0 s \| \| 5e \| Odd Christian Eiking \| Norvège \| Wanty-Gobert \| + 0 s \| \| 6e \| James Knox \| Royaume-Uni \| Deceuninck-Quick Step \| + 0 s \| \| 7e \| Patrick Bevin \| Nouvelle-Zélande \| CCC Team \| + 0 s \| \| 8e \| Enrico Gasparotto \| Italie \| Dimension Data \| + 0 s \| \| 9e \| Davide Formolo \| Italie \| Bora-Hansgrohe \| + 0 s \| \| 10e \| Dan Martin \| Irlande \| UAE Team Emirates \| + 0 s \| |                       |                  |                       |                 |
| |                       |                  |                       |                 |
| Source : ProCyclingStats |                       |                  |                       |                 |
| Classement de l'étape |                       |                  |                       |                 |
| Coureur | Coureur               | Pays             | Équipe                | Temps           |
| 1er | Michael Matthews      | Australie        | Team Sunweb           | 4 h 09 min 34 s |
| 2e | Alejandro Valverde    | Espagne          | Movistar Team         | + 0 s           |
| 3e | Daryl Impey           | Afrique du Sud   | Mitchelton-Scott      | + 0 s           |
| 4e | Maximilian Schachmann | Allemagne        | Bora-Hansgrohe        | + 0 s           |
| 5e | Odd Christian Eiking  | Norvège          | Wanty-Gobert          | + 0 s           |
| 6e | James Knox            | Royaume-Uni      | Deceuninck-Quick Step | + 0 s           |
| 7e | Patrick Bevin         | Nouvelle-Zélande | CCC Team              | + 0 s           |
| 8e | Enrico Gasparotto     | Italie           | Dimension Data        | + 0 s           |
| 9e | Davide Formolo        | Italie           | Bora-Hansgrohe        | + 0 s           |
| 10e | Dan Martin            | Irlande          | UAE Team Emirates     | + 0 s           |

| \| Classement général \| Classement général \| Classement général \| Classement général \| Classement général \| \| Coureur \| Coureur \| Pays \| Équipe \| Temps \| \| ------------------ \| --------------------- \| ------------------ \| -------------------------- \| ------------------ \| \| 1er \| Thomas De Gendt \| Belgique \| Lotto-Soudal \| 8 h 23 min 50 s \| \| 2e \| Alejandro Valverde \| Espagne \| Movistar Team \| + 2 min 47 s \| \| 3e \| Michael Matthews \| Australie \| Team Sunweb \| + 2 min 48 s \| \| 4e \| Maximilian Schachmann \| Allemagne \| Bora-Hansgrohe \| + 2 min 48 s \| \| 5e \| Daryl Impey \| Afrique du Sud \| Mitchelton-Scott \| + 2 min 54 s \| \| 6e \| Nairo Quintana \| Colombie \| Movistar Team \| + 2 min 56 s \| \| 7e \| Egan Bernal \| Colombie \| Team Sky \| + 2 min 57 s \| \| 8e \| Steven Kruijswijk \| Pays-Bas \| Team Jumbo-Visma \| + 2 min 57 s \| \| 9e \| Luis Ángel Maté \| Espagne \| Cofidis, Solutions Crédits \| + 2 min 57 s \| \| 10e \| Patrick Bevin \| Nouvelle-Zélande \| CCC Team \| + 2 min 58 s \| |                       |                  |                            |                 |
| |                       |                  |                            |                 |
| Source : ProCyclingStats |                       |                  |                            |                 |
| Classement général |                       |                  |                            |                 |
| Coureur | Coureur               | Pays             | Équipe                     | Temps           |
| 1er | Thomas De Gendt       | Belgique         | Lotto-Soudal               | 8 h 23 min 50 s |
| 2e | Alejandro Valverde    | Espagne          | Movistar Team              | + 2 min 47 s    |
| 3e | Michael Matthews      | Australie        | Team Sunweb                | + 2 min 48 s    |
| 4e | Maximilian Schachmann | Allemagne        | Bora-Hansgrohe             | + 2 min 48 s    |
| 5e | Daryl Impey           | Afrique du Sud   | Mitchelton-Scott           | + 2 min 54 s    |
| 6e | Nairo Quintana        | Colombie         | Movistar Team              | + 2 min 56 s    |
| 7e | Egan Bernal           | Colombie         | Team Sky                   | + 2 min 57 s    |
| 8e | Steven Kruijswijk     | Pays-Bas         | Team Jumbo-Visma           | + 2 min 57 s    |
| 9e | Luis Ángel Maté       | Espagne          | Cofidis, Solutions Crédits | + 2 min 57 s    |
| 10e | Patrick Bevin         | Nouvelle-Zélande | CCC Team                   | + 2 min 58 s    |

### 3eétape
Le Tour de Catalogne faisait son retour à Vallter 2000. Adam Yates s'imposait au sprint dans un groupe de cinq au sommet, formé à la suite de l'attaque du Colombien Egan Bernal à 5,5 km du sommet et suivie Nairo Quintana, complété plus tard par Daniel Martin et Miguel Angel Lopez. Le belge Thomas De Gendt concédait plus de deux minutes au sommet mais conservait malgré tout son maillot de leader.
| \| Classement de l'étape \| Classement de l'étape \| Classement de l'étape \| Classement de l'étape \| Classement de l'étape \| \| Coureur \| Coureur \| Pays \| Équipe \| Temps \| \| --------------------- \| --------------------- \| --------------------- \| --------------------- \| --------------------- \| \| 1er \| Adam Yates \| Royaume-Uni \| Mitchelton-Scott \| 5 h 02 min 18 s \| \| 2e \| Egan Bernal \| Colombie \| Team Sky \| + 0 s \| \| 3e \| Dan Martin \| Irlande \| UAE Team Emirates \| + 0 s \| \| 4e \| Nairo Quintana \| Colombie \| Movistar Team \| + 0 s \| \| 5e \| Miguel Ángel López \| Colombie \| Astana \| + 2 s \| \| 6e \| Steven Kruijswijk \| Pays-Bas \| Team Jumbo-Visma \| + 30 s \| \| 7e \| Ilnur Zakarin \| Russie \| Katusha-Alpecin \| + 46 s \| \| 8e \| Richard Carapaz \| Équateur \| Movistar Team \| + 46 s \| \| 9e \| Wilco Kelderman \| Pays-Bas \| Team Sunweb \| + 51 s \| \| 10e \| Michael Woods \| Canada \| EF Education First \| + 53 s \| |                    |             |                    |                 |
| |                    |             |                    |                 |
| Source : ProCyclingStats |                    |             |                    |                 |
| Classement de l'étape |                    |             |                    |                 |
| Coureur | Coureur            | Pays        | Équipe             | Temps           |
| 1er | Adam Yates         | Royaume-Uni | Mitchelton-Scott   | 5 h 02 min 18 s |
| 2e | Egan Bernal        | Colombie    | Team Sky           | + 0 s           |
| 3e | Dan Martin         | Irlande     | UAE Team Emirates  | + 0 s           |
| 4e | Nairo Quintana     | Colombie    | Movistar Team      | + 0 s           |
| 5e | Miguel Ángel López | Colombie    | Astana             | + 2 s           |
| 6e | Steven Kruijswijk  | Pays-Bas    | Team Jumbo-Visma   | + 30 s          |
| 7e | Ilnur Zakarin      | Russie      | Katusha-Alpecin    | + 46 s          |
| 8e | Richard Carapaz    | Équateur    | Movistar Team      | + 46 s          |
| 9e | Wilco Kelderman    | Pays-Bas    | Team Sunweb        | + 51 s          |
| 10e | Michael Woods      | Canada      | EF Education First | + 53 s          |

| \| Classement général \| Classement général \| Classement général \| Classement général \| Classement général \| \| Coureur \| Coureur \| Pays \| Équipe \| Temps \| \| ------------------ \| ------------------ \| ------------------ \| ------------------ \| ------------------ \| \| 1er \| Thomas De Gendt \| Belgique \| Lotto-Soudal \| 13 h 28 min 29 s \| \| 2e \| Adam Yates \| Royaume-Uni \| Mitchelton-Scott \| + 27 s \| \| 3e \| Egan Bernal \| Colombie \| Team Sky \| + 30 s \| \| 4e \| Dan Martin \| Irlande \| UAE Team Emirates \| + 33 s \| \| 5e \| Nairo Quintana \| Colombie \| Movistar Team \| + 35 s \| \| 6e \| Miguel Ángel López \| Colombie \| Astana \| + 39 s \| \| 7e \| Steven Kruijswijk \| Pays-Bas \| Team Jumbo-Visma \| + 1 min 06 s \| \| 8e \| Ilnur Zakarin \| Russie \| Katusha-Alpecin \| + 1 min 23 s \| \| 9e \| Richard Carapaz \| Équateur \| Movistar Team \| + 1 min 23 s \| \| 10e \| Wilco Kelderman \| Pays-Bas \| Team Sunweb \| + 1 min 28 s \| |                    |             |                   |                  |
| |                    |             |                   |                  |
| Source : ProCyclingStats |                    |             |                   |                  |
| Classement général |                    |             |                   |                  |
| Coureur | Coureur            | Pays        | Équipe            | Temps            |
| 1er | Thomas De Gendt    | Belgique    | Lotto-Soudal      | 13 h 28 min 29 s |
| 2e | Adam Yates         | Royaume-Uni | Mitchelton-Scott  | + 27 s           |
| 3e | Egan Bernal        | Colombie    | Team Sky          | + 30 s           |
| 4e | Dan Martin         | Irlande     | UAE Team Emirates | + 33 s           |
| 5e | Nairo Quintana     | Colombie    | Movistar Team     | + 35 s           |
| 6e | Miguel Ángel López | Colombie    | Astana            | + 39 s           |
| 7e | Steven Kruijswijk  | Pays-Bas    | Team Jumbo-Visma  | + 1 min 06 s     |
| 8e | Ilnur Zakarin      | Russie      | Katusha-Alpecin   | + 1 min 23 s     |
| 9e | Richard Carapaz    | Équateur    | Movistar Team     | + 1 min 23 s     |
| 10e | Wilco Kelderman    | Pays-Bas    | Team Sunweb       | + 1 min 28 s     |

### 4eétape
| \| Classement de l'étape \| Classement de l'étape \| Classement de l'étape \| Classement de l'étape \| Classement de l'étape \| \| Coureur \| Coureur \| Pays \| Équipe \| Temps \| \| --------------------- \| --------------------- \| --------------------- \| --------------------- \| --------------------- \| \| 1er \| Miguel Ángel López \| Colombie \| Astana \| 4 h 02 min 07 s \| \| 2e \| Gregor Mühlberger \| Autriche \| Bora-Hansgrohe \| + 16 s \| \| 3e \| Marc Soler \| Espagne \| Movistar Team \| + 16 s \| \| 4e \| Egan Bernal \| Colombie \| Team Sky \| + 16 s \| \| 5e \| Adam Yates \| Royaume-Uni \| Mitchelton-Scott \| + 16 s \| \| 6e \| Nairo Quintana \| Colombie \| Movistar Team \| + 19 s \| \| 7e \| Steven Kruijswijk \| Pays-Bas \| Team Jumbo-Visma \| + 19 s \| \| 8e \| Guillaume Martin \| France \| Wanty-Gobert \| + 32 s \| \| 9e \| Michael Woods \| Canada \| EF Education First \| + 34 s \| \| 10e \| Rafał Majka \| Pologne \| Bora-Hansgrohe \| + 42 s \| |                    |             |                    |                 |
| |                    |             |                    |                 |
| Source : ProCyclingStats |                    |             |                    |                 |
| Classement de l'étape |                    |             |                    |                 |
| Coureur | Coureur            | Pays        | Équipe             | Temps           |
| 1er | Miguel Ángel López | Colombie    | Astana             | 4 h 02 min 07 s |
| 2e | Gregor Mühlberger  | Autriche    | Bora-Hansgrohe     | + 16 s          |
| 3e | Marc Soler         | Espagne     | Movistar Team      | + 16 s          |
| 4e | Egan Bernal        | Colombie    | Team Sky           | + 16 s          |
| 5e | Adam Yates         | Royaume-Uni | Mitchelton-Scott   | + 16 s          |
| 6e | Nairo Quintana     | Colombie    | Movistar Team      | + 19 s          |
| 7e | Steven Kruijswijk  | Pays-Bas    | Team Jumbo-Visma   | + 19 s          |
| 8e | Guillaume Martin   | France      | Wanty-Gobert       | + 32 s          |
| 9e | Michael Woods      | Canada      | EF Education First | + 34 s          |
| 10e | Rafał Majka        | Pologne     | Bora-Hansgrohe     | + 42 s          |

| \| Classement général \| Classement général \| Classement général \| Classement général \| Classement général \| \| Coureur \| Coureur \| Pays \| Équipe \| Temps \| \| ------------------ \| ------------------ \| ------------------ \| ------------------ \| ------------------ \| \| 1er \| Miguel Ángel López \| Colombie \| Astana \| 17 h 31 min 05 s \| \| 2e \| Adam Yates \| Royaume-Uni \| Mitchelton-Scott \| + 14 s \| \| 3e \| Egan Bernal \| Colombie \| Team Sky \| + 17 s \| \| 4e \| Nairo Quintana \| Colombie \| Movistar Team \| + 25 s \| \| 5e \| Dan Martin \| Irlande \| UAE Team Emirates \| + 46 s \| \| 6e \| Steven Kruijswijk \| Pays-Bas \| Team Jumbo-Visma \| + 56 s \| \| 7e \| Michael Woods \| Canada \| EF Education First \| + 1 min 42 s \| \| 8e \| Romain Bardet \| France \| AG2R La Mondiale \| + 1 min 44 s \| \| 9e \| Rafał Majka \| Pologne \| Bora-Hansgrohe \| + 2 min 27 s \| \| 10e \| Marc Soler \| Espagne \| Movistar Team \| + 2 min 36 s \| |                    |             |                    |                  |
| |                    |             |                    |                  |
| Source : ProCyclingStats |                    |             |                    |                  |
| Classement général |                    |             |                    |                  |
| Coureur | Coureur            | Pays        | Équipe             | Temps            |
| 1er | Miguel Ángel López | Colombie    | Astana             | 17 h 31 min 05 s |
| 2e | Adam Yates         | Royaume-Uni | Mitchelton-Scott   | + 14 s           |
| 3e | Egan Bernal        | Colombie    | Team Sky           | + 17 s           |
| 4e | Nairo Quintana     | Colombie    | Movistar Team      | + 25 s           |
| 5e | Dan Martin         | Irlande     | UAE Team Emirates  | + 46 s           |
| 6e | Steven Kruijswijk  | Pays-Bas    | Team Jumbo-Visma   | + 56 s           |
| 7e | Michael Woods      | Canada      | EF Education First | + 1 min 42 s     |
| 8e | Romain Bardet      | France      | AG2R La Mondiale   | + 1 min 44 s     |
| 9e | Rafał Majka        | Pologne     | Bora-Hansgrohe     | + 2 min 27 s     |
| 10e | Marc Soler         | Espagne     | Movistar Team      | + 2 min 36 s     |

### 5eétape
| \| Classement de l'étape \| Classement de l'étape \| Classement de l'étape \| Classement de l'étape \| Classement de l'étape \| \| Coureur \| Coureur \| Pays \| Équipe \| Temps \| \| --------------------- \| --------------------- \| --------------------- \| --------------------- \| --------------------- \| \| 1er \| Maximilian Schachmann \| Allemagne \| Bora-Hansgrohe \| 4 h 25 min 45 s \| \| 2e \| Michael Matthews \| Australie \| Team Sunweb \| + 13 s \| \| 3e \| Ryan Gibbons \| Afrique du Sud \| Dimension Data \| + 13 s \| \| 4e \| Daryl Impey \| Afrique du Sud \| Mitchelton-Scott \| + 13 s \| \| 5e \| Patrick Bevin \| Nouvelle-Zélande \| CCC Team \| + 13 s \| \| 6e \| Phil Bauhaus \| Allemagne \| Bahrain-Merida \| + 13 s \| \| 7e \| Jay McCarthy \| Australie \| Bora-Hansgrohe \| + 13 s \| \| 8e \| Nairo Quintana \| Colombie \| Movistar Team \| + 13 s \| \| 9e \| Bjorg Lambrecht \| Belgique \| Lotto-Soudal \| + 13 s \| \| 10e \| Miguel Ángel López \| Colombie \| Astana \| + 13 s \| |                       |                  |                  |                 |
| |                       |                  |                  |                 |
| Source : ProCyclingStats |                       |                  |                  |                 |
| Classement de l'étape |                       |                  |                  |                 |
| Coureur | Coureur               | Pays             | Équipe           | Temps           |
| 1er | Maximilian Schachmann | Allemagne        | Bora-Hansgrohe   | 4 h 25 min 45 s |
| 2e | Michael Matthews      | Australie        | Team Sunweb      | + 13 s          |
| 3e | Ryan Gibbons          | Afrique du Sud   | Dimension Data   | + 13 s          |
| 4e | Daryl Impey           | Afrique du Sud   | Mitchelton-Scott | + 13 s          |
| 5e | Patrick Bevin         | Nouvelle-Zélande | CCC Team         | + 13 s          |
| 6e | Phil Bauhaus          | Allemagne        | Bahrain-Merida   | + 13 s          |
| 7e | Jay McCarthy          | Australie        | Bora-Hansgrohe   | + 13 s          |
| 8e | Nairo Quintana        | Colombie         | Movistar Team    | + 13 s          |
| 9e | Bjorg Lambrecht       | Belgique         | Lotto-Soudal     | + 13 s          |
| 10e | Miguel Ángel López    | Colombie         | Astana           | + 13 s          |

| \| Classement général \| Classement général \| Classement général \| Classement général \| Classement général \| \| Coureur \| Coureur \| Pays \| Équipe \| Temps \| \| ------------------ \| ------------------ \| ------------------ \| ------------------ \| ------------------ \| \| 1er \| Miguel Ángel López \| Colombie \| Astana \| 21 h 57 min 05 s \| \| 2e \| Adam Yates \| Royaume-Uni \| Mitchelton-Scott \| + 14 s \| \| 3e \| Egan Bernal \| Colombie \| Team Sky \| + 17 s \| \| 4e \| Nairo Quintana \| Colombie \| Movistar Team \| + 25 s \| \| 5e \| Dan Martin \| Irlande \| UAE Team Emirates \| + 46 s \| \| 6e \| Steven Kruijswijk \| Pays-Bas \| Team Jumbo-Visma \| + 56 s \| \| 7e \| Michael Woods \| Canada \| EF Education First \| + 1 min 42 s \| \| 8e \| Romain Bardet \| France \| AG2R La Mondiale \| + 1 min 44 s \| \| 9e \| Rafał Majka \| Pologne \| Bora-Hansgrohe \| + 2 min 27 s \| \| 10e \| Marc Soler \| Espagne \| Movistar Team \| + 2 min 36 s \| |                    |             |                    |                  |
| |                    |             |                    |                  |
| Source : ProCyclingStats |                    |             |                    |                  |
| Classement général |                    |             |                    |                  |
| Coureur | Coureur            | Pays        | Équipe             | Temps            |
| 1er | Miguel Ángel López | Colombie    | Astana             | 21 h 57 min 05 s |
| 2e | Adam Yates         | Royaume-Uni | Mitchelton-Scott   | + 14 s           |
| 3e | Egan Bernal        | Colombie    | Team Sky           | + 17 s           |
| 4e | Nairo Quintana     | Colombie    | Movistar Team      | + 25 s           |
| 5e | Dan Martin         | Irlande     | UAE Team Emirates  | + 46 s           |
| 6e | Steven Kruijswijk  | Pays-Bas    | Team Jumbo-Visma   | + 56 s           |
| 7e | Michael Woods      | Canada      | EF Education First | + 1 min 42 s     |
| 8e | Romain Bardet      | France      | AG2R La Mondiale   | + 1 min 44 s     |
| 9e | Rafał Majka        | Pologne     | Bora-Hansgrohe     | + 2 min 27 s     |
| 10e | Marc Soler         | Espagne     | Movistar Team      | + 2 min 36 s     |

### 6eétape
| \| Classement de l'étape \| Classement de l'étape \| Classement de l'étape \| Classement de l'étape \| Classement de l'étape \| \| Coureur \| Coureur \| Pays \| Équipe \| Temps \| \| --------------------- \| --------------------- \| --------------------- \| ----------------------------- \| --------------------- \| \| 1er \| Michael Matthews \| Australie \| Team Sunweb \| 3 h 56 min 36 s \| \| 2e \| Phil Bauhaus \| Allemagne \| Bahrain-Merida \| + 0 s \| \| 3e \| Daryl Impey \| Afrique du Sud \| Mitchelton-Scott \| + 0 s \| \| 4e \| Patrick Bevin \| Nouvelle-Zélande \| CCC Team \| + 0 s \| \| 5e \| Mikel Aristi \| Espagne \| Euskadi Basque Country-Murias \| + 0 s \| \| 6e \| Hugo Hofstetter \| France \| Cofidis, Solutions Crédits \| + 0 s \| \| 7e \| Ryan Gibbons \| Afrique du Sud \| Dimension Data \| + 0 s \| \| 8e \| Miguel Ángel López \| Colombie \| Astana \| + 0 s \| \| 9e \| Rafał Majka \| Pologne \| Bora-Hansgrohe \| + 0 s \| \| 10e \| Enric Mas \| Espagne \| Deceuninck-Quick Step \| + 0 s \| |                    |                  |                               |                 |
| |                    |                  |                               |                 |
| Source : ProCyclingStats |                    |                  |                               |                 |
| Classement de l'étape |                    |                  |                               |                 |
| Coureur | Coureur            | Pays             | Équipe                        | Temps           |
| 1er | Michael Matthews   | Australie        | Team Sunweb                   | 3 h 56 min 36 s |
| 2e | Phil Bauhaus       | Allemagne        | Bahrain-Merida                | + 0 s           |
| 3e | Daryl Impey        | Afrique du Sud   | Mitchelton-Scott              | + 0 s           |
| 4e | Patrick Bevin      | Nouvelle-Zélande | CCC Team                      | + 0 s           |
| 5e | Mikel Aristi       | Espagne          | Euskadi Basque Country-Murias | + 0 s           |
| 6e | Hugo Hofstetter    | France           | Cofidis, Solutions Crédits    | + 0 s           |
| 7e | Ryan Gibbons       | Afrique du Sud   | Dimension Data                | + 0 s           |
| 8e | Miguel Ángel López | Colombie         | Astana                        | + 0 s           |
| 9e | Rafał Majka        | Pologne          | Bora-Hansgrohe                | + 0 s           |
| 10e | Enric Mas          | Espagne          | Deceuninck-Quick Step         | + 0 s           |

| \| Classement général \| Classement général \| Classement général \| Classement général \| Classement général \| \| Coureur \| Coureur \| Pays \| Équipe \| Temps \| \| ------------------ \| ------------------ \| ------------------ \| ------------------ \| ------------------ \| \| 1er \| Miguel Ángel López \| Colombie \| Astana \| 25 h 53 min 41 s \| \| 2e \| Adam Yates \| Royaume-Uni \| Mitchelton-Scott \| + 14 s \| \| 3e \| Egan Bernal \| Colombie \| Team Sky \| + 17 s \| \| 4e \| Nairo Quintana \| Colombie \| Movistar Team \| + 25 s \| \| 5e \| Dan Martin \| Irlande \| UAE Team Emirates \| + 46 s \| \| 6e \| Steven Kruijswijk \| Pays-Bas \| Team Jumbo-Visma \| + 56 s \| \| 7e \| Michael Woods \| Canada \| EF Education First \| + 1 min 42 s \| \| 8e \| Romain Bardet \| France \| AG2R La Mondiale \| + 1 min 44 s \| \| 9e \| Rafał Majka \| Pologne \| Bora-Hansgrohe \| + 2 min 27 s \| \| 10e \| Marc Soler \| Espagne \| Movistar Team \| + 2 min 36 s \| |                    |             |                    |                  |
| |                    |             |                    |                  |
| Source : ProCyclingStats |                    |             |                    |                  |
| Classement général |                    |             |                    |                  |
| Coureur | Coureur            | Pays        | Équipe             | Temps            |
| 1er | Miguel Ángel López | Colombie    | Astana             | 25 h 53 min 41 s |
| 2e | Adam Yates         | Royaume-Uni | Mitchelton-Scott   | + 14 s           |
| 3e | Egan Bernal        | Colombie    | Team Sky           | + 17 s           |
| 4e | Nairo Quintana     | Colombie    | Movistar Team      | + 25 s           |
| 5e | Dan Martin         | Irlande     | UAE Team Emirates  | + 46 s           |
| 6e | Steven Kruijswijk  | Pays-Bas    | Team Jumbo-Visma   | + 56 s           |
| 7e | Michael Woods      | Canada      | EF Education First | + 1 min 42 s     |
| 8e | Romain Bardet      | France      | AG2R La Mondiale   | + 1 min 44 s     |
| 9e | Rafał Majka        | Pologne     | Bora-Hansgrohe     | + 2 min 27 s     |
| 10e | Marc Soler         | Espagne     | Movistar Team      | + 2 min 36 s     |

### 7eétape
À une quarantaine de kilomètres de l'arrivée, une chute massive a lieu dans le peloton, entraînant une quarantaine d'abandons dont celui de Romain Bardet le mieux classé au général,. Davide Formolo remporte l'étape en solitaire.
| \| Classement de l'étape \| Classement de l'étape \| Classement de l'étape \| Classement de l'étape \| Classement de l'étape \| \| Coureur \| Coureur \| Pays \| Équipe \| Temps \| \| --------------------- \| --------------------- \| --------------------- \| --------------------- \| --------------------- \| \| 1er \| Davide Formolo \| Italie \| Bora-Hansgrohe \| 3 h 19 min 41 s \| \| 2e \| Enric Mas \| Espagne \| Deceuninck-Quick Step \| + 51 s \| \| 3e \| Maximilian Schachmann \| Allemagne \| Bora-Hansgrohe \| + 53 s \| \| 4e \| Dion Smith \| Nouvelle-Zélande \| Mitchelton-Scott \| + 55 s \| \| 5e \| Alejandro Valverde \| Espagne \| Movistar Team \| + 55 s \| \| 6e \| Egan Bernal \| Colombie \| Team Sky \| + 55 s \| \| 7e \| Adam Yates \| Royaume-Uni \| Mitchelton-Scott \| + 55 s \| \| 8e \| Nairo Quintana \| Colombie \| Movistar Team \| + 55 s \| \| 9e \| Steven Kruijswijk \| Pays-Bas \| Team Jumbo-Visma \| + 55 s \| \| 10e \| Michael Woods \| Canada \| EF Education First \| + 55 s \| |                       |                  |                       |                 |
| |                       |                  |                       |                 |
| Source : ProCyclingStats |                       |                  |                       |                 |
| Classement de l'étape |                       |                  |                       |                 |
| Coureur | Coureur               | Pays             | Équipe                | Temps           |
| 1er | Davide Formolo        | Italie           | Bora-Hansgrohe        | 3 h 19 min 41 s |
| 2e | Enric Mas             | Espagne          | Deceuninck-Quick Step | + 51 s          |
| 3e | Maximilian Schachmann | Allemagne        | Bora-Hansgrohe        | + 53 s          |
| 4e | Dion Smith            | Nouvelle-Zélande | Mitchelton-Scott      | + 55 s          |
| 5e | Alejandro Valverde    | Espagne          | Movistar Team         | + 55 s          |
| 6e | Egan Bernal           | Colombie         | Team Sky              | + 55 s          |
| 7e | Adam Yates            | Royaume-Uni      | Mitchelton-Scott      | + 55 s          |
| 8e | Nairo Quintana        | Colombie         | Movistar Team         | + 55 s          |
| 9e | Steven Kruijswijk     | Pays-Bas         | Team Jumbo-Visma      | + 55 s          |
| 10e | Michael Woods         | Canada           | EF Education First    | + 55 s          |

## Classements finals

### Classement général final
| \| Classement général \| Classement général \| Classement général \| Classement général \| Classement général \| \| Coureur \| Coureur \| Pays \| Équipe \| Temps \| \| ------------------ \| ------------------ \| ------------------ \| --------------------- \| ------------------ \| \| 1er \| Miguel Ángel López \| Colombie \| Astana \| 29 h 14 min 17 s \| \| 2e \| Adam Yates \| Royaume-Uni \| Mitchelton-Scott \| + 14 s \| \| 3e \| Egan Bernal \| Colombie \| Team Sky \| + 17 s \| \| 4e \| Nairo Quintana \| Colombie \| Movistar Team \| + 25 s \| \| 5e \| Steven Kruijswijk \| Pays-Bas \| Team Jumbo-Visma \| + 56 s \| \| 6e \| Michael Woods \| Canada \| EF Education First \| + 1 min 42 s \| \| 7e \| Rafał Majka \| Pologne \| Bora-Hansgrohe \| + 2 min 27 s \| \| 8e \| Guillaume Martin \| France \| Wanty-Gobert \| + 2 min 41 s \| \| 9e \| Enric Mas \| Espagne \| Deceuninck-Quick Step \| + 2 min 49 s \| \| 10e \| Alejandro Valverde \| Espagne \| Movistar Team \| + 3 min 02 s \| |                    |             |                       |                  |
| |                    |             |                       |                  |
| Source : ProCyclingStats |                    |             |                       |                  |
| Classement général |                    |             |                       |                  |
| Coureur | Coureur            | Pays        | Équipe                | Temps            |
| 1er | Miguel Ángel López | Colombie    | Astana                | 29 h 14 min 17 s |
| 2e | Adam Yates         | Royaume-Uni | Mitchelton-Scott      | + 14 s           |
| 3e | Egan Bernal        | Colombie    | Team Sky              | + 17 s           |
| 4e | Nairo Quintana     | Colombie    | Movistar Team         | + 25 s           |
| 5e | Steven Kruijswijk  | Pays-Bas    | Team Jumbo-Visma      | + 56 s           |
| 6e | Michael Woods      | Canada      | EF Education First    | + 1 min 42 s     |
| 7e | Rafał Majka        | Pologne     | Bora-Hansgrohe        | + 2 min 27 s     |
| 8e | Guillaume Martin   | France      | Wanty-Gobert          | + 2 min 41 s     |
| 9e | Enric Mas          | Espagne     | Deceuninck-Quick Step | + 2 min 49 s     |
| 10e | Alejandro Valverde | Espagne     | Movistar Team         | + 3 min 02 s     |

### Classements annexes
| Classement de la montagne | Classement de la montagne | Classement de la montagne | Classement de la montagne  | Classement de la montagne |
| Coureur                   | Coureur                   | Pays                      | Équipe                     | Points                    |
| ------------------------- | ------------------------- | ------------------------- | -------------------------- | ------------------------- |
| 1er                       | Thomas De Gendt           | Belgique                  | Lotto-Soudal               | 60 pts                    |
| 2e                        | Carlos Verona             | Espagne                   | Movistar Team              | 41 pts                    |
| 3e                        | Gregor Mühlberger         | Autriche                  | Bora-Hansgrohe             | 40 pts                    |
| 4e                        | Adam Yates                | Royaume-Uni               | Mitchelton-Scott           | 34 pts                    |
| 5e                        | Egan Bernal               | Colombie                  | Team Sky                   | 25 pts                    |
| 6e                        | Luis Ángel Maté           | Espagne                   | Cofidis, Solutions Crédits | 24 pts                    |
| 7e                        | Pieter Weening            | Pays-Bas                  | Roompot-Charles            | 24 pts                    |
| 8e                        | Miguel Ángel López        | Colombie                  | Astana                     | 22 pts                    |
| 9e                        | Patrick Bevin             | Nouvelle-Zélande          | CCC Team                   | 21 pts                    |
| 10e                       | Davide Formolo            | Italie                    | Bora-Hansgrohe             | 18 pts                    |

| Classement de la montagne | Classement de la montagne | Classement de la montagne | Classement de la montagne  | Classement de la montagne |
| Coureur                   | Coureur                   | Pays                      | Équipe                     | Points                    |
| ------------------------- | ------------------------- | ------------------------- | -------------------------- | ------------------------- |
| 1er                       | Thomas De Gendt           | Belgique                  | Lotto-Soudal               | 60 pts                    |
| 2e                        | Carlos Verona             | Espagne                   | Movistar Team              | 41 pts                    |
| 3e                        | Gregor Mühlberger         | Autriche                  | Bora-Hansgrohe             | 40 pts                    |
| 4e                        | Adam Yates                | Royaume-Uni               | Mitchelton-Scott           | 34 pts                    |
| 5e                        | Egan Bernal               | Colombie                  | Team Sky                   | 25 pts                    |
| 6e                        | Luis Ángel Maté           | Espagne                   | Cofidis, Solutions Crédits | 24 pts                    |
| 7e                        | Pieter Weening            | Pays-Bas                  | Roompot-Charles            | 24 pts                    |
| 8e                        | Miguel Ángel López        | Colombie                  | Astana                     | 22 pts                    |
| 9e                        | Patrick Bevin             | Nouvelle-Zélande          | CCC Team                   | 21 pts                    |
| 10e                       | Davide Formolo            | Italie                    | Bora-Hansgrohe             | 18 pts                    |

| Classement des sprints | Classement des sprints | Classement des sprints | Classement des sprints | Classement des sprints |
| Coureur                | Coureur                | Pays                   | Équipe                 | Points                 |
| ---------------------- | ---------------------- | ---------------------- | ---------------------- | ---------------------- |
| 1er                    | Michael Matthews       | Australie              | Team Sunweb            | 29 pts                 |
| 2e                     | Maximilian Schachmann  | Allemagne              | Bora-Hansgrohe         | 28 pts                 |
| 3e                     | Thomas De Gendt        | Belgique               | Lotto-Soudal           | 16 pts                 |
| 4e                     | Davide Formolo         | Italie                 | Bora-Hansgrohe         | 13 pts                 |
| 5e                     | Alejandro Valverde     | Espagne                | Movistar Team          | 11 pts                 |
| 6e                     | Miguel Ángel López     | Colombie               | Astana                 | 10 pts                 |
| 7e                     | Adam Yates             | Royaume-Uni            | Mitchelton-Scott       | 10 pts                 |
| 8e                     | Gregor Mühlberger      | Autriche               | Bora-Hansgrohe         | 8 pts                  |
| 9e                     | Daryl Impey            | Afrique du Sud         | Mitchelton-Scott       | 8 pts                  |
| 10e                    | Egan Bernal            | Colombie               | Team Sky               | 7 pts                  |

| Classement des sprints | Classement des sprints | Classement des sprints | Classement des sprints | Classement des sprints |
| Coureur                | Coureur                | Pays                   | Équipe                 | Points                 |
| ---------------------- | ---------------------- | ---------------------- | ---------------------- | ---------------------- |
| 1er                    | Michael Matthews       | Australie              | Team Sunweb            | 29 pts                 |
| 2e                     | Maximilian Schachmann  | Allemagne              | Bora-Hansgrohe         | 28 pts                 |
| 3e                     | Thomas De Gendt        | Belgique               | Lotto-Soudal           | 16 pts                 |
| 4e                     | Davide Formolo         | Italie                 | Bora-Hansgrohe         | 13 pts                 |
| 5e                     | Alejandro Valverde     | Espagne                | Movistar Team          | 11 pts                 |
| 6e                     | Miguel Ángel López     | Colombie               | Astana                 | 10 pts                 |
| 7e                     | Adam Yates             | Royaume-Uni            | Mitchelton-Scott       | 10 pts                 |
| 8e                     | Gregor Mühlberger      | Autriche               | Bora-Hansgrohe         | 8 pts                  |
| 9e                     | Daryl Impey            | Afrique du Sud         | Mitchelton-Scott       | 8 pts                  |
| 10e                    | Egan Bernal            | Colombie               | Team Sky               | 7 pts                  |

| Classement du meilleur jeune | Classement du meilleur jeune | Classement du meilleur jeune | Classement du meilleur jeune | Classement du meilleur jeune |
| Coureur                      | Coureur                      | Pays                         | Équipe                       | Temps                        |
| ---------------------------- | ---------------------------- | ---------------------------- | ---------------------------- | ---------------------------- |
| 1er                          | Miguel Ángel López           | Colombie                     | Astana                       | 29 h 14 min 17 s             |
| 2e                           | Egan Bernal                  | Colombie                     | Team Sky                     | + 17 s                       |
| 3e                           | Enric Mas                    | Espagne                      | Deceuninck-Quick Step        | + 2 min 49 s                 |
| 4e                           | Maximilian Schachmann        | Allemagne                    | Bora-Hansgrohe               | + 3 min 15 s                 |
| 5e                           | Odd Christian Eiking         | Norvège                      | Wanty-Gobert                 | + 7 min 07 s                 |
| 6e                           | James Knox                   | Royaume-Uni                  | Deceuninck-Quick Step        | + 13 min 55 s                |
| 7e                           | Merhawi Kudus                | Érythrée                     | Astana                       | + 15 min 57 s                |
| 8e                           | Giulio Ciccone               | Italie                       | Trek-Segafredo               | + 17 min 20 s                |
| 9e                           | Pavel Sivakov                | Russie                       | Team Sky                     | + 18 min 19 s                |
| 10e                          | Gregor Mühlberger            | Autriche                     | Bora-Hansgrohe               | + 24 min 58 s                |

| Classement du meilleur jeune | Classement du meilleur jeune | Classement du meilleur jeune | Classement du meilleur jeune | Classement du meilleur jeune |
| Coureur                      | Coureur                      | Pays                         | Équipe                       | Temps                        |
| ---------------------------- | ---------------------------- | ---------------------------- | ---------------------------- | ---------------------------- |
| 1er                          | Miguel Ángel López           | Colombie                     | Astana                       | 29 h 14 min 17 s             |
| 2e                           | Egan Bernal                  | Colombie                     | Team Sky                     | + 17 s                       |
| 3e                           | Enric Mas                    | Espagne                      | Deceuninck-Quick Step        | + 2 min 49 s                 |
| 4e                           | Maximilian Schachmann        | Allemagne                    | Bora-Hansgrohe               | + 3 min 15 s                 |
| 5e                           | Odd Christian Eiking         | Norvège                      | Wanty-Gobert                 | + 7 min 07 s                 |
| 6e                           | James Knox                   | Royaume-Uni                  | Deceuninck-Quick Step        | + 13 min 55 s                |
| 7e                           | Merhawi Kudus                | Érythrée                     | Astana                       | + 15 min 57 s                |
| 8e                           | Giulio Ciccone               | Italie                       | Trek-Segafredo               | + 17 min 20 s                |
| 9e                           | Pavel Sivakov                | Russie                       | Team Sky                     | + 18 min 19 s                |
| 10e                          | Gregor Mühlberger            | Autriche                     | Bora-Hansgrohe               | + 24 min 58 s                |

| Classement par équipes | Classement par équipes        | Classement par équipes | Classement par équipes |
| Équipe                 | Équipe                        | Pays                   | Temps                  |
| ---------------------- | ----------------------------- | ---------------------- | ---------------------- |
| 1re                    | Movistar Team                 | Espagne                | 87 h 49 min 11 s       |
| 2e                     | Bora-hansgrohe                | Allemagne              | + 5 min 13 s           |
| 3e                     | Astana                        | Kazakhstan             | + 10 min 12 s          |
| 4e                     | Wanty-Groupe Gobert           | Belgique               | + 16 min 39 s          |
| 5e                     | Mitchelton-Scott              | Australie              | + 16 min 42 s          |
| 6e                     | EF Education First            | États-Unis             | + 23 min 07 s          |
| 7e                     | Sky                           | Royaume-Uni            | + 30 min 12 s          |
| 8e                     | Euskadi Basque Country-Murias | Espagne                | + 33 min 55 s          |
| 9e                     | Cofidis, Solutions Crédits    | France                 | + 34 min 48 s          |
| 10e                    | AG2R La Mondiale              | France                 | + 35 min 41 s          |

| Classement par équipes | Classement par équipes        | Classement par équipes | Classement par équipes |
| Équipe                 | Équipe                        | Pays                   | Temps                  |
| ---------------------- | ----------------------------- | ---------------------- | ---------------------- |
| 1re                    | Movistar Team                 | Espagne                | 87 h 49 min 11 s       |
| 2e                     | Bora-hansgrohe                | Allemagne              | + 5 min 13 s           |
| 3e                     | Astana                        | Kazakhstan             | + 10 min 12 s          |
| 4e                     | Wanty-Groupe Gobert           | Belgique               | + 16 min 39 s          |
| 5e                     | Mitchelton-Scott              | Australie              | + 16 min 42 s          |
| 6e                     | EF Education First            | États-Unis             | + 23 min 07 s          |
| 7e                     | Sky                           | Royaume-Uni            | + 30 min 12 s          |
| 8e                     | Euskadi Basque Country-Murias | Espagne                | + 33 min 55 s          |
| 9e                     | Cofidis, Solutions Crédits    | France                 | + 34 min 48 s          |
| 10e                    | AG2R La Mondiale              | France                 | + 35 min 41 s          |

## Classements UCI
La course attribue des points au Classement mondial UCI 2019 selon le barème suivant.
| Position           | 1er | 2e  | 3e  | 4e  | 5e  | 6e  | 7e  | 8e  | 9e | 10e | 11e | 12e | 13e | 14e | 15e | 16e à 20e | 21e à 30e | 31e à 50e | 51e à 55e | 56e à 60e |
| Classement général | 400 | 320 | 260 | 220 | 180 | 140 | 120 | 100 | 80 | 68  | 56  | 48  | 40  | 32  | 28  | 24        | 16        | 8         | 4         | 2         |
| Par étapes         | 50  | 20  | 8   |     |     |     |     |     |    |     |     |     |     |     |     |           |           |           |           |           |
| Leader             | 8   |     |     |     |     |     |     |     |    |     |     |     |     |     |     |           |           |           |           |           |

| Rang | Coureur | Équipe | Général | Etape | Leader | Total |
| ---- | ------- | ------ | ------- | ----- | ------ | ----- |

## Évolution des classements
| Étape              | Vainqueur             | Classement général | Classement de la montagne | Classement des sprints | Classement du meilleur jeune | Classement par équipes |
| ------------------ | --------------------- | ------------------ | ------------------------- | ---------------------- | ---------------------------- | ---------------------- |
| 1                  | Thomas De Gendt       | Thomas De Gendt    | Thomas De Gendt           | Thomas De Gendt        | Maximilian Schachmann        | Lotto-Soudal           |
| 2                  | Michael Matthews      | Thomas De Gendt    | Thomas De Gendt           | Thomas De Gendt        | Maximilian Schachmann        | Lotto-Soudal           |
| 3                  | Adam Yates            | Thomas De Gendt    | Thomas De Gendt           | Thomas De Gendt        | Egan Bernal                  | Movistar               |
| 4                  | Miguel Ángel López    | Miguel Ángel López | Thomas De Gendt           | Thomas De Gendt        | Miguel Ángel López           | Movistar               |
| 5                  | Maximilian Schachmann | Miguel Ángel López | Thomas De Gendt           | Maximilian Schachmann  | Miguel Ángel López           | Movistar               |
| 6                  | Michael Matthews      | Miguel Ángel López | Thomas De Gendt           | Michael Matthews       | Miguel Ángel López           | Movistar               |
| 7                  | Davide Formolo        | Miguel Ángel López | Thomas De Gendt           | Michael Matthews       | Miguel Ángel López           | Movistar               |
| Classements finals | Classements finals    | Miguel Ángel López | Thomas De Gendt           | Michael Matthews       | Miguel Ángel López           | Movistar               |

## Liste des participants
| Légende                          | Légende                                                                                                  | Légende                                | Légende                                                                                                  |
| -------------------------------- | --- | -------------------------------------- | --- |
| Num                              | Dossard de départ porté par le coureur sur ce Tour de Catalogne                                          | Pos                                    | Position finale au classement général                                                                    |
| Leader du classement général     | Indique le vainqueur du classement général                                                               | Leader du classement de la montagne    | Indique le vainqueur du classement de la montagne                                                        |
| Leader du classement des sprints | Indique le vainqueur du classement des sprints                                                           | Leader du classement du meilleur jeune | Indique le vainqueur du classement du meilleur jeune                                                     |
|                                  | Indique un maillot de champion national ou mondial, suivi de sa spécialité                               | #                                      | Indique la meilleure équipe                                                                              |
| NP                               | Indique un coureur qui n'a pas pris le départ d'une étape, suivi du numéro de l'étape où il s'est retiré | AB                                     | Indique un coureur qui n'a pas terminé une étape, suivi du numéro de l'étape où il s'est retiré          |
| HD                               | Indique un coureur qui a terminé une étape hors des délais, suivi du numéro de l'étape                   | *                                      | Indique un coureur en lice pour le classement du meilleur jeune (coureurs nés après le 1er janvier 1993) |

| Movistar Team MOV | Movistar Team MOV                | Movistar Team MOV |
| ----------------- | -------------------------------- | ----------------- |
| Num               | Coureur                          | Pos               |
| 1                 | Alejandro Valverde (ESP) (route) | 10e               |
| 2                 | Nairo Quintana (COL)             | 4e                |
| 3                 | Richard Carapaz (ECU)            | 26e               |
| 4                 | Carlos Verona (ESP)              | 52e               |
| 5                 | Andrey Amador (CRC)              | 84e               |
| 6                 | Imanol Erviti (ESP)              | 85e               |
| 7                 | Marc Soler (ESP)                 | AB-7              |

| Deceuninck-Quick Step DQT | Deceuninck-Quick Step DQT | Deceuninck-Quick Step DQT |
| ------------------------- | ------------------------- | ------------------------- |
| Num                       | Coureur                   | Pos                       |
| 11                        | Enric Mas (ESP)           | 9e                        |
| 12                        | Álvaro Hodeg (COL)        | AB-5                      |
| 13                        | James Knox (GBR)          | 25e                       |
| 14                        | Dries Devenyns (BEL)      | AB-7                      |
| 15                        | Eros Capecchi (ITA)       | AB-7                      |
| 16                        | Fabio Sabatini (ITA)      | AB-7                      |
| 17                        | Petr Vakoč (CZE)          | 95e                       |

| Team Sky SKY | Team Sky SKY             | Team Sky SKY |
| ------------ | ------------------------ | ------------ |
| Num          | Coureur                  | Pos          |
| 21           | Christopher Froome (GBR) | 94e          |
| 22           | Egan Bernal (COL)        | 3e           |
| 23           | Iván Sosa (COL)          | 41e          |
| 24           | Pavel Sivakov (RUS)      | 30e          |
| 25           | Jhonatan Narváez (ECU)   | 63e          |
| 26           | Sebastián Henao (COL)    | 49e          |
| 27           | Christian Knees (GER)    | AB-7         |

| Bora-Hansgrohe BOH | Bora-Hansgrohe BOH          | Bora-Hansgrohe BOH |
| ------------------ | --------------------------- | ------------------ |
| Num                | Coureur                     | Pos                |
| 31                 | Maximilian Schachmann (GER) | 12e                |
| 32                 | Davide Formolo (ITA)        | 20e                |
| 33                 | Rafał Majka (POL)           | 7e                 |
| 34                 | Erik Baška (SVK)            | AB-2               |
| 35                 | Gregor Mühlberger (AUT)     | 39e                |
| 36                 | Jay McCarthy (AUS)          | AB-7               |
| 37                 | Andreas Schillinger (GER)   | AB-7               |

| Mitchelton-Scott MTS | Mitchelton-Scott MTS      | Mitchelton-Scott MTS |
| -------------------- | ------------------------- | -------------------- |
| Num                  | Coureur                   | Pos                  |
| 41                   | Simon Yates (GBR)         | 13e                  |
| 42                   | Daryl Impey (RSA) (route) | 66e                  |
| 43                   | Adam Yates (GBR)          | 2e                   |
| 44                   | Dion Smith (NZL)          | 54e                  |
| 45                   | Michael Albasini (SUI)    | AB-7                 |
| 46                   | Tsgabu Grmay (ETH)        | 51e                  |
| 47                   | Esteban Chaves (COL)      | 34e                  |

| Astana AST | Astana AST                  | Astana AST |
| ---------- | --------------------------- | ---------- |
| Num        | Coureur                     | Pos        |
| 51         | Miguel Ángel López (COL)    | 1er        |
| 52         | Pello Bilbao (ESP)          | 28e        |
| 53         | Merhawi Kudus (ERI) (route) | 27e        |
| 54         | Davide Villella (ITA)       | 45e        |
| 55         | Andrey Zeits (KAZ)          | 22e        |
| 56         | Rodrigo Contreras (COL)     | AB-7       |
| 57         | Jonas Gregaard Wilsly (DEN) | 88e        |

| Bahrain-Merida TBM | Bahrain-Merida TBM        | Bahrain-Merida TBM |
| ------------------ | ------------------------- | ------------------ |
| Num                | Coureur                   | Pos                |
| 61                 | Damiano Caruso (ITA)      | 19e                |
| 62                 | Hermann Pernsteiner (AUT) | 14e                |
| 63                 | Grega Bole (SLO)          | 73e                |
| 64                 | Andrea Garosio (ITA)      | 67e                |
| 65                 | Phil Bauhaus (GER)        | AB-7               |
| 66                 | Antonio Nibali (ITA)      | 83e                |
| 67                 | Valerio Agnoli (ITA)      | AB-7               |

| Team Sunweb SUN | Team Sunweb SUN        | Team Sunweb SUN |
| --------------- | ---------------------- | --------------- |
| Num             | Coureur                | Pos             |
| 71              | Michael Matthews (AUS) | 59e             |
| 72              | Wilco Kelderman (NED)  | AB-5            |
| 73              | Robert Power (AUS)     | 99e             |
| 74              | Chris Hamilton (AUS)   | AB-7            |
| 75              | Jan Bakelants (BEL)    | 65e             |
| 76              | Michael Storer (AUS)   | AB-7            |
| 77              | Lennard Kämna (GER)    | 80e             |

| Team Jumbo-Visma TJV | Team Jumbo-Visma TJV    | Team Jumbo-Visma TJV |
| -------------------- | ----------------------- | -------------------- |
| Num                  | Coureur                 | Pos                  |
| 81                   | Steven Kruijswijk (NED) | 5e                   |
| 82                   | Antwan Tolhoek (NED)    | AB-7                 |
| 83                   | Sepp Kuss (USA)         | AB-7                 |
| 84                   | Floris De Tier (BEL)    | 47e                  |
| 85                   | Tom Leezer (NED)        | AB-7                 |
| 86                   | Lennard Hofstede (NED)  | 60e                  |
| 87                   | Bert-Jan Lindeman (NED) | AB-7                 |

| AG2R La Mondiale ALM | AG2R La Mondiale ALM    | AG2R La Mondiale ALM |
| -------------------- | ----------------------- | -------------------- |
| Num                  | Coureur                 | Pos                  |
| 91                   | Romain Bardet (FRA)     | AB-7                 |
| 92                   | Tony Gallopin (FRA)     | AB-7                 |
| 93                   | François Bidard (FRA)   | 57e                  |
| 94                   | Alexis Gougeard (FRA)   | 91e                  |
| 95                   | Geoffrey Bouchard (FRA) | 76e                  |
| 96                   | Axel Domont (FRA)       | AB-5                 |
| 97                   | Ben Gastauer (LUX)      | 55e                  |

| UAE Team Emirates UAD | UAE Team Emirates UAD       | UAE Team Emirates UAD |
| --------------------- | --------------------------- | --------------------- |
| Num                   | Coureur                     | Pos                   |
| 101                   | Dan Martin (IRL)            | 23e                   |
| 102                   | Aleksandr Riabushenko (BLR) | 92e                   |
| 103                   | Rui Oliveira (POR)          | AB-4                  |
| 104                   | Edward Ravasi (ITA)         | 72e                   |
| 105                   | Simone Petilli (ITA)        | 48e                   |
| 106                   | Cristian Muñoz (COL)        | 58e                   |
| 107                   | Rory Sutherland (AUS)       | 87e                   |

| Trek-Segafredo TFS | Trek-Segafredo TFS      | Trek-Segafredo TFS |
| ------------------ | ----------------------- | ------------------ |
| Num                | Coureur                 | Pos                |
| 111                | Richie Porte (AUS)      | 38e                |
| 112                | Giulio Ciccone (ITA)    | 29e                |
| 113                | Michael Gogl (AUT)      | AB-4               |
| 114                | Peter Stetina (USA)     | 61e                |
| 115                | Niklas Eg (DEN)         | 77e                |
| 116                | Jarlinson Pantano (COL) | AB-1               |
| 117                | William Clarke (AUS)    | AB-4               |

| Groupama-FDJ GFC | Groupama-FDJ GFC               | Groupama-FDJ GFC |
| ---------------- | ------------------------------ | ---------------- |
| Num              | Coureur                        | Pos              |
| 121              | Thibaut Pinot (FRA)            | 11e              |
| 122              | Sébastien Reichenbach (SUI)    | 33e              |
| 123              | Tobias Ludvigsson (SWE)        | 56e              |
| 124              | Kilian Frankiny (SUI)          | 86e              |
| 125              | Steve Morabito (SUI) (route)   | AB-1             |
| 126              | Antoine Duchesne (CAN) (route) | 98e              |
| 127              | Benoît Vaugrenard (FRA)        | AB-7             |

| Lotto-Soudal LTS | Lotto-Soudal LTS      | Lotto-Soudal LTS |
| ---------------- | --------------------- | ---------------- |
| Num              | Coureur               | Pos              |
| 131              | Jelle Vanendert (BEL) | 74e              |
| 132              | Bjorg Lambrecht (BEL) | 44e              |
| 133              | Thomas De Gendt (BEL) | 36e              |
| 134              | Maxime Monfort (BEL)  | NP-5             |
| 135              | Rémy Mertz (BEL)      | AB-4             |
| 136              | Sander Armée (BEL)    | 96e              |
| 137              | Harm Vanhoucke (BEL)  | AB-7             |

| EF Education First EF1 | EF Education First EF1   | EF Education First EF1 |
| ---------------------- | ------------------------ | ---------------------- |
| Num                    | Coureur                  | Pos                    |
| 141                    | Michael Woods (CAN)      | 6e                     |
| 142                    | Tejay van Garderen (USA) | AB-7                   |
| 143                    | Hugh Carthy (GBR)        | AB-7                   |
| 144                    | Tanel Kangert (EST)      | 40e                    |
| 145                    | Jonathan Caicedo (ECU)   | AB-7                   |
| 146                    | Joe Dombrowski (USA)     | 21e                    |
| 147                    | Nathan Brown (USA)       | 75e                    |

| Katusha-Alpecin TKA | Katusha-Alpecin TKA   | Katusha-Alpecin TKA |
| ------------------- | --------------------- | ------------------- |
| Num                 | Coureur               | Pos                 |
| 151                 | Nathan Haas (AUS)     | AB-3                |
| 152                 | Ilnur Zakarin (RUS)   | 17e                 |
| 153                 | Simon Špilak (SLO)    | AB-4                |
| 154                 | Daniel Navarro (ESP)  | 46e                 |
| 155                 | Steff Cras (BEL)      | AB-7                |
| 156                 | Matteo Fabbro (ITA)   | 71e                 |
| 157                 | Pavel Kochetkov (RUS) | AB-7                |

| Dimension Data TDD | Dimension Data TDD               | Dimension Data TDD |
| ------------------ | -------------------------------- | ------------------ |
| Num                | Coureur                          | Pos                |
| 161                | Enrico Gasparotto (ITA)          | NP-5               |
| 162                | Gino Mäder (SUI)                 | AB-2               |
| 163                | Ryan Gibbons (RSA)               | AB-7               |
| 164                | Ben O'Connor (AUS)               | AB-7               |
| 165                | Amanuel Ghebreigzabhier (ERI)    | 100e               |
| 166                | Danilo Wyss (SUI)                | 93e                |
| 167                | Jacques Janse van Rensburg (RSA) | AB-7               |

| CCC Team CPT | CCC Team CPT          | CCC Team CPT |
| ------------ | --------------------- | ------------ |
| Num          | Coureur               | Pos          |
| 171          | Patrick Bevin (NZL)   | 32e          |
| 172          | Josef Černý (CZE)     | AB-7         |
| 173          | Riccardo Zoidl (AUT)  | 35e          |
| 174          | Łukasz Owsian (POL)   | AB-7         |
| 175          | Joey Rosskopf (USA)   | NP-3         |
| 176          | Simon Geschke (GER)   | AB-7         |
| 177          | Laurens ten Dam (NED) | 31e          |

| Burgos-BH BBH | Burgos-BH BBH        | Burgos-BH BBH |
| ------------- | -------------------- | ------------- |
| Num           | Coureur              | Pos           |
| 181           | Ricardo Vilela (POR) | 68e           |
| 182           | Ángel Madrazo (ESP)  | AB-7          |
| 183           | Diego Rubio (ESP)    | AB-7          |
| 184           | José Neves (POR)     | AB-4          |
| 185           | Óscar Cabedo (ESP)   | AB-6          |
| 186           | James Mitri (NZL)    | AB-7          |
| 187           | Jorge Cubero (ESP)   | AB-1          |

| Caja Rural-Seguros RGA CJR | Caja Rural-Seguros RGA CJR       | Caja Rural-Seguros RGA CJR |
| -------------------------- | -------------------------------- | -------------------------- |
| Num                        | Coureur                          | Pos                        |
| 191                        | Domingos Gonçalves (POR) (route) | AB-1                       |
| 192                        | Alan Banaszek (POL)              | AB-3                       |
| 193                        | Cristian Rodríguez (ESP)         | AB-7                       |
| 194                        | Gonzalo Serrano (ESP)            |                            |
| 195                        | Álvaro Cuadros (ESP)             | NP-6                       |
| 196                        | Nelson Soto (COL)                | AB-7                       |
| 197                        | Sebastián Mora (ESP)             | AB-7                       |

| Cofidis, Solutions Crédits COF | Cofidis, Solutions Crédits COF | Cofidis, Solutions Crédits COF |
| ------------------------------ | ------------------------------ | ------------------------------ |
| Num                            | Coureur                        | Pos                            |
| 201                            | Jesús Herrada (ESP)            | 42e                            |
| 202                            | Hugo Hofstetter (FRA)          | NP-3                           |
| 203                            | Jesper Hansen (DEN)            | NP-3                           |
| 204                            | José Herrada (ESP)             | AB-2                           |
| 205                            | Natnael Berhane (ERI)          | AB-7                           |
| 206                            | Luis Ángel Maté (ESP)          | 18e                            |
| 207                            | Darwin Atapuma (COL)           | 16e                            |

| Euskadi Basque Country-Murias EUS | Euskadi Basque Country-Murias EUS  | Euskadi Basque Country-Murias EUS |
| --------------------------------- | ---------------------------------- | --------------------------------- |
| Num                               | Coureur                            | Pos                               |
| 211                               | Fernando Barceló (ESP)             | 53e                               |
| 212                               | Mikel Bizkarra (ESP)               | 43e                               |
| 213                               | Garikoitz Bravo (ESP)              | AB-7                              |
| 214                               | Óscar Rodríguez Garaicoechea (ESP) | AB-7                              |
| 215                               | Mikel Aristi (ESP)                 | AB-7                              |
| 216                               | Mikel Iturria (ESP)                | 79e                               |
| 217                               | Sergio Samitier (ESP)              | 97e                               |

| Roompot-Charles ROC | Roompot-Charles ROC      | Roompot-Charles ROC |
| ------------------- | ------------------------ | ------------------- |
| Num                 | Coureur                  | Pos                 |
| 221                 | Pieter Weening (NED)     | 78e                 |
| 222                 | Huub Duyn (NED)          | AB-3                |
| 223                 | Oscar Riesebeek (NED)    | 89e                 |
| 224                 | Nick van der Lijke (NED) | 70e                 |
| 225                 | Maurits Lammertink (NED) | 69e                 |
| 226                 | Mathias De Witte (BEL)   | 82e                 |
| 227                 | Arjen Livyns (BEL)       | AB-1                |

| Arkéa-Samsic PCB | Arkéa-Samsic PCB        | Arkéa-Samsic PCB |
| ---------------- | ----------------------- | ---------------- |
| Num              | Coureur                 | Pos              |
| 231              | André Greipel (GER)     | NP-6             |
| 232              | Warren Barguil (FRA)    | AB-7             |
| 233              | Anthony Delaplace (FRA) | 90e              |
| 234              | Kévin Ledanois (FRA)    | 62e              |
| 235              | Brice Feillu (FRA)      | 81e              |
| 236              | Florian Vachon (FRA)    | AB-6             |
| 237              | Amaël Moinard (FRA)     | 64e              |

| Wanty-Gobert WGG | Wanty-Gobert WGG           | Wanty-Gobert WGG |
| ---------------- | -------------------------- | ---------------- |
| Num              | Coureur                    | Pos              |
| 241              | Guillaume Martin (FRA)     | 8e               |
| 242              | Xandro Meurisse (BEL)      | NP-4             |
| 243              | Thomas Degand (BEL)        | 37e              |
| 244              | Odd Christian Eiking (NOR) | 15e              |
| 245              | Fabien Doubey (FRA)        | 24e              |
| 246              | Marco Minnaard (NED)       | 50e              |
| 247              | Bart De Clercq (BEL)       | AB-7             |

| Movistar Team MOV | Movistar Team MOV                | Movistar Team MOV |
| ----------------- | -------------------------------- | ----------------- |
| Num               | Coureur                          | Pos               |
| 1                 | Alejandro Valverde (ESP) (route) | 10e               |
| 2                 | Nairo Quintana (COL)             | 4e                |
| 3                 | Richard Carapaz (ECU)            | 26e               |
| 4                 | Carlos Verona (ESP)              | 52e               |
| 5                 | Andrey Amador (CRC)              | 84e               |
| 6                 | Imanol Erviti (ESP)              | 85e               |
| 7                 | Marc Soler (ESP)                 | AB-7              |

| Deceuninck-Quick Step DQT | Deceuninck-Quick Step DQT | Deceuninck-Quick Step DQT |
| ------------------------- | ------------------------- | ------------------------- |
| Num                       | Coureur                   | Pos                       |
| 11                        | Enric Mas (ESP)           | 9e                        |
| 12                        | Álvaro Hodeg (COL)        | AB-5                      |
| 13                        | James Knox (GBR)          | 25e                       |
| 14                        | Dries Devenyns (BEL)      | AB-7                      |
| 15                        | Eros Capecchi (ITA)       | AB-7                      |
| 16                        | Fabio Sabatini (ITA)      | AB-7                      |
| 17                        | Petr Vakoč (CZE)          | 95e                       |

| Team Sky SKY | Team Sky SKY             | Team Sky SKY |
| ------------ | ------------------------ | ------------ |
| Num          | Coureur                  | Pos          |
| 21           | Christopher Froome (GBR) | 94e          |
| 22           | Egan Bernal (COL)        | 3e           |
| 23           | Iván Sosa (COL)          | 41e          |
| 24           | Pavel Sivakov (RUS)      | 30e          |
| 25           | Jhonatan Narváez (ECU)   | 63e          |
| 26           | Sebastián Henao (COL)    | 49e          |
| 27           | Christian Knees (GER)    | AB-7         |

| Bora-Hansgrohe BOH | Bora-Hansgrohe BOH          | Bora-Hansgrohe BOH |
| ------------------ | --------------------------- | ------------------ |
| Num                | Coureur                     | Pos                |
| 31                 | Maximilian Schachmann (GER) | 12e                |
| 32                 | Davide Formolo (ITA)        | 20e                |
| 33                 | Rafał Majka (POL)           | 7e                 |
| 34                 | Erik Baška (SVK)            | AB-2               |
| 35                 | Gregor Mühlberger (AUT)     | 39e                |
| 36                 | Jay McCarthy (AUS)          | AB-7               |
| 37                 | Andreas Schillinger (GER)   | AB-7               |

| Mitchelton-Scott MTS | Mitchelton-Scott MTS      | Mitchelton-Scott MTS |
| -------------------- | ------------------------- | -------------------- |
| Num                  | Coureur                   | Pos                  |
| 41                   | Simon Yates (GBR)         | 13e                  |
| 42                   | Daryl Impey (RSA) (route) | 66e                  |
| 43                   | Adam Yates (GBR)          | 2e                   |
| 44                   | Dion Smith (NZL)          | 54e                  |
| 45                   | Michael Albasini (SUI)    | AB-7                 |
| 46                   | Tsgabu Grmay (ETH)        | 51e                  |
| 47                   | Esteban Chaves (COL)      | 34e                  |

| Astana AST | Astana AST                  | Astana AST |
| ---------- | --------------------------- | ---------- |
| Num        | Coureur                     | Pos        |
| 51         | Miguel Ángel López (COL)    | 1er        |
| 52         | Pello Bilbao (ESP)          | 28e        |
| 53         | Merhawi Kudus (ERI) (route) | 27e        |
| 54         | Davide Villella (ITA)       | 45e        |
| 55         | Andrey Zeits (KAZ)          | 22e        |
| 56         | Rodrigo Contreras (COL)     | AB-7       |
| 57         | Jonas Gregaard Wilsly (DEN) | 88e        |

| Bahrain-Merida TBM | Bahrain-Merida TBM        | Bahrain-Merida TBM |
| ------------------ | ------------------------- | ------------------ |
| Num                | Coureur                   | Pos                |
| 61                 | Damiano Caruso (ITA)      | 19e                |
| 62                 | Hermann Pernsteiner (AUT) | 14e                |
| 63                 | Grega Bole (SLO)          | 73e                |
| 64                 | Andrea Garosio (ITA)      | 67e                |
| 65                 | Phil Bauhaus (GER)        | AB-7               |
| 66                 | Antonio Nibali (ITA)      | 83e                |
| 67                 | Valerio Agnoli (ITA)      | AB-7               |

| Team Sunweb SUN | Team Sunweb SUN        | Team Sunweb SUN |
| --------------- | ---------------------- | --------------- |
| Num             | Coureur                | Pos             |
| 71              | Michael Matthews (AUS) | 59e             |
| 72              | Wilco Kelderman (NED)  | AB-5            |
| 73              | Robert Power (AUS)     | 99e             |
| 74              | Chris Hamilton (AUS)   | AB-7            |
| 75              | Jan Bakelants (BEL)    | 65e             |
| 76              | Michael Storer (AUS)   | AB-7            |
| 77              | Lennard Kämna (GER)    | 80e             |

| Team Jumbo-Visma TJV | Team Jumbo-Visma TJV    | Team Jumbo-Visma TJV |
| -------------------- | ----------------------- | -------------------- |
| Num                  | Coureur                 | Pos                  |
| 81                   | Steven Kruijswijk (NED) | 5e                   |
| 82                   | Antwan Tolhoek (NED)    | AB-7                 |
| 83                   | Sepp Kuss (USA)         | AB-7                 |
| 84                   | Floris De Tier (BEL)    | 47e                  |
| 85                   | Tom Leezer (NED)        | AB-7                 |
| 86                   | Lennard Hofstede (NED)  | 60e                  |
| 87                   | Bert-Jan Lindeman (NED) | AB-7                 |

| AG2R La Mondiale ALM | AG2R La Mondiale ALM    | AG2R La Mondiale ALM |
| -------------------- | ----------------------- | -------------------- |
| Num                  | Coureur                 | Pos                  |
| 91                   | Romain Bardet (FRA)     | AB-7                 |
| 92                   | Tony Gallopin (FRA)     | AB-7                 |
| 93                   | François Bidard (FRA)   | 57e                  |
| 94                   | Alexis Gougeard (FRA)   | 91e                  |
| 95                   | Geoffrey Bouchard (FRA) | 76e                  |
| 96                   | Axel Domont (FRA)       | AB-5                 |
| 97                   | Ben Gastauer (LUX)      | 55e                  |

| UAE Team Emirates UAD | UAE Team Emirates UAD       | UAE Team Emirates UAD |
| --------------------- | --------------------------- | --------------------- |
| Num                   | Coureur                     | Pos                   |
| 101                   | Dan Martin (IRL)            | 23e                   |
| 102                   | Aleksandr Riabushenko (BLR) | 92e                   |
| 103                   | Rui Oliveira (POR)          | AB-4                  |
| 104                   | Edward Ravasi (ITA)         | 72e                   |
| 105                   | Simone Petilli (ITA)        | 48e                   |
| 106                   | Cristian Muñoz (COL)        | 58e                   |
| 107                   | Rory Sutherland (AUS)       | 87e                   |

| Trek-Segafredo TFS | Trek-Segafredo TFS      | Trek-Segafredo TFS |
| ------------------ | ----------------------- | ------------------ |
| Num                | Coureur                 | Pos                |
| 111                | Richie Porte (AUS)      | 38e                |
| 112                | Giulio Ciccone (ITA)    | 29e                |
| 113                | Michael Gogl (AUT)      | AB-4               |
| 114                | Peter Stetina (USA)     | 61e                |
| 115                | Niklas Eg (DEN)         | 77e                |
| 116                | Jarlinson Pantano (COL) | AB-1               |
| 117                | William Clarke (AUS)    | AB-4               |

| Groupama-FDJ GFC | Groupama-FDJ GFC               | Groupama-FDJ GFC |
| ---------------- | ------------------------------ | ---------------- |
| Num              | Coureur                        | Pos              |
| 121              | Thibaut Pinot (FRA)            | 11e              |
| 122              | Sébastien Reichenbach (SUI)    | 33e              |
| 123              | Tobias Ludvigsson (SWE)        | 56e              |
| 124              | Kilian Frankiny (SUI)          | 86e              |
| 125              | Steve Morabito (SUI) (route)   | AB-1             |
| 126              | Antoine Duchesne (CAN) (route) | 98e              |
| 127              | Benoît Vaugrenard (FRA)        | AB-7             |

| Lotto-Soudal LTS | Lotto-Soudal LTS      | Lotto-Soudal LTS |
| ---------------- | --------------------- | ---------------- |
| Num              | Coureur               | Pos              |
| 131              | Jelle Vanendert (BEL) | 74e              |
| 132              | Bjorg Lambrecht (BEL) | 44e              |
| 133              | Thomas De Gendt (BEL) | 36e              |
| 134              | Maxime Monfort (BEL)  | NP-5             |
| 135              | Rémy Mertz (BEL)      | AB-4             |
| 136              | Sander Armée (BEL)    | 96e              |
| 137              | Harm Vanhoucke (BEL)  | AB-7             |

| EF Education First EF1 | EF Education First EF1   | EF Education First EF1 |
| ---------------------- | ------------------------ | ---------------------- |
| Num                    | Coureur                  | Pos                    |
| 141                    | Michael Woods (CAN)      | 6e                     |
| 142                    | Tejay van Garderen (USA) | AB-7                   |
| 143                    | Hugh Carthy (GBR)        | AB-7                   |
| 144                    | Tanel Kangert (EST)      | 40e                    |
| 145                    | Jonathan Caicedo (ECU)   | AB-7                   |
| 146                    | Joe Dombrowski (USA)     | 21e                    |
| 147                    | Nathan Brown (USA)       | 75e                    |

| Katusha-Alpecin TKA | Katusha-Alpecin TKA   | Katusha-Alpecin TKA |
| ------------------- | --------------------- | ------------------- |
| Num                 | Coureur               | Pos                 |
| 151                 | Nathan Haas (AUS)     | AB-3                |
| 152                 | Ilnur Zakarin (RUS)   | 17e                 |
| 153                 | Simon Špilak (SLO)    | AB-4                |
| 154                 | Daniel Navarro (ESP)  | 46e                 |
| 155                 | Steff Cras (BEL)      | AB-7                |
| 156                 | Matteo Fabbro (ITA)   | 71e                 |
| 157                 | Pavel Kochetkov (RUS) | AB-7                |

| Dimension Data TDD | Dimension Data TDD               | Dimension Data TDD |
| ------------------ | -------------------------------- | ------------------ |
| Num                | Coureur                          | Pos                |
| 161                | Enrico Gasparotto (ITA)          | NP-5               |
| 162                | Gino Mäder (SUI)                 | AB-2               |
| 163                | Ryan Gibbons (RSA)               | AB-7               |
| 164                | Ben O'Connor (AUS)               | AB-7               |
| 165                | Amanuel Ghebreigzabhier (ERI)    | 100e               |
| 166                | Danilo Wyss (SUI)                | 93e                |
| 167                | Jacques Janse van Rensburg (RSA) | AB-7               |

| CCC Team CPT | CCC Team CPT          | CCC Team CPT |
| ------------ | --------------------- | ------------ |
| Num          | Coureur               | Pos          |
| 171          | Patrick Bevin (NZL)   | 32e          |
| 172          | Josef Černý (CZE)     | AB-7         |
| 173          | Riccardo Zoidl (AUT)  | 35e          |
| 174          | Łukasz Owsian (POL)   | AB-7         |
| 175          | Joey Rosskopf (USA)   | NP-3         |
| 176          | Simon Geschke (GER)   | AB-7         |
| 177          | Laurens ten Dam (NED) | 31e          |

| Burgos-BH BBH | Burgos-BH BBH        | Burgos-BH BBH |
| ------------- | -------------------- | ------------- |
| Num           | Coureur              | Pos           |
| 181           | Ricardo Vilela (POR) | 68e           |
| 182           | Ángel Madrazo (ESP)  | AB-7          |
| 183           | Diego Rubio (ESP)    | AB-7          |
| 184           | José Neves (POR)     | AB-4          |
| 185           | Óscar Cabedo (ESP)   | AB-6          |
| 186           | James Mitri (NZL)    | AB-7          |
| 187           | Jorge Cubero (ESP)   | AB-1          |

| Caja Rural-Seguros RGA CJR | Caja Rural-Seguros RGA CJR       | Caja Rural-Seguros RGA CJR |
| -------------------------- | -------------------------------- | -------------------------- |
| Num                        | Coureur                          | Pos                        |
| 191                        | Domingos Gonçalves (POR) (route) | AB-1                       |
| 192                        | Alan Banaszek (POL)              | AB-3                       |
| 193                        | Cristian Rodríguez (ESP)         | AB-7                       |
| 194                        | Gonzalo Serrano (ESP)            |                            |
| 195                        | Álvaro Cuadros (ESP)             | NP-6                       |
| 196                        | Nelson Soto (COL)                | AB-7                       |
| 197                        | Sebastián Mora (ESP)             | AB-7                       |

| Cofidis, Solutions Crédits COF | Cofidis, Solutions Crédits COF | Cofidis, Solutions Crédits COF |
| ------------------------------ | ------------------------------ | ------------------------------ |
| Num                            | Coureur                        | Pos                            |
| 201                            | Jesús Herrada (ESP)            | 42e                            |
| 202                            | Hugo Hofstetter (FRA)          | NP-3                           |
| 203                            | Jesper Hansen (DEN)            | NP-3                           |
| 204                            | José Herrada (ESP)             | AB-2                           |
| 205                            | Natnael Berhane (ERI)          | AB-7                           |
| 206                            | Luis Ángel Maté (ESP)          | 18e                            |
| 207                            | Darwin Atapuma (COL)           | 16e                            |

| Euskadi Basque Country-Murias EUS | Euskadi Basque Country-Murias EUS  | Euskadi Basque Country-Murias EUS |
| --------------------------------- | ---------------------------------- | --------------------------------- |
| Num                               | Coureur                            | Pos                               |
| 211                               | Fernando Barceló (ESP)             | 53e                               |
| 212                               | Mikel Bizkarra (ESP)               | 43e                               |
| 213                               | Garikoitz Bravo (ESP)              | AB-7                              |
| 214                               | Óscar Rodríguez Garaicoechea (ESP) | AB-7                              |
| 215                               | Mikel Aristi (ESP)                 | AB-7                              |
| 216                               | Mikel Iturria (ESP)                | 79e                               |
| 217                               | Sergio Samitier (ESP)              | 97e                               |

| Roompot-Charles ROC | Roompot-Charles ROC      | Roompot-Charles ROC |
| ------------------- | ------------------------ | ------------------- |
| Num                 | Coureur                  | Pos                 |
| 221                 | Pieter Weening (NED)     | 78e                 |
| 222                 | Huub Duyn (NED)          | AB-3                |
| 223                 | Oscar Riesebeek (NED)    | 89e                 |
| 224                 | Nick van der Lijke (NED) | 70e                 |
| 225                 | Maurits Lammertink (NED) | 69e                 |
| 226                 | Mathias De Witte (BEL)   | 82e                 |
| 227                 | Arjen Livyns (BEL)       | AB-1                |

| Arkéa-Samsic PCB | Arkéa-Samsic PCB        | Arkéa-Samsic PCB |
| ---------------- | ----------------------- | ---------------- |
| Num              | Coureur                 | Pos              |
| 231              | André Greipel (GER)     | NP-6             |
| 232              | Warren Barguil (FRA)    | AB-7             |
| 233              | Anthony Delaplace (FRA) | 90e              |
| 234              | Kévin Ledanois (FRA)    | 62e              |
| 235              | Brice Feillu (FRA)      | 81e              |
| 236              | Florian Vachon (FRA)    | AB-6             |
| 237              | Amaël Moinard (FRA)     | 64e              |

| Wanty-Gobert WGG | Wanty-Gobert WGG           | Wanty-Gobert WGG |
| ---------------- | -------------------------- | ---------------- |
| Num              | Coureur                    | Pos              |
| 241              | Guillaume Martin (FRA)     | 8e               |
| 242              | Xandro Meurisse (BEL)      | NP-4             |
| 243              | Thomas Degand (BEL)        | 37e              |
| 244              | Odd Christian Eiking (NOR) | 15e              |
| 245              | Fabien Doubey (FRA)        | 24e              |
| 246              | Marco Minnaard (NED)       | 50e              |
| 247              | Bart De Clercq (BEL)       | AB-7             |